# Mouchnice
Mouchnice (dříve Muchnice, německy Mauchnitz) jsou obec v okrese Hodonín v Jihomoravském kraji (do 1. 1. 2007 patřily k okresu Vyškov) na rozhraní Chřibů a Ždánického lesa, 2 km západně od Koryčan. Mouchnicemi protéká řeka Kyjovka (Stupava). Území obce se nachází v přírodním parku Ždánický les. Žije zde 314 obyvatel.

## Název
Základem jména vesnice bylo osobní jméno Muchna nebo Múchna (středověký pravopis byl nepřesný). Jméno Muchna bylo domácká podoba některého ze jmen Mutyně, Mutina, Mutěj, Mutiš, jméno Múchna byla odvozenina jména Múcha totožného s obecným múcha - "moucha". Jméno vsi bylo původně pojmenováním jejích obyvatel, Muchnici/Múchnici, a znamenalo "Muchnovi/Múchnovi lidé".

## Historie
První písemná zmínka o obci pochází z roku 1350, kdy Alžběta z Mouchnic vložila díl Mouchnic synům Markvartovým a Velíkovým. Do roku 1852 byly Mouchnice rozděleny na samosprávnou část bučovskou a koryčanskou. Obec postihly dva velké požáry v letech 1822 a 1861. Zdejší pozemkové knihy se dochovaly od roku 1653.
Za okupace během odbojové činnosti se stali čtyři občané oběťmi nacismu. V souvislosti s působením parušutisty Oldřicha Pechala, velitele operace Zinc, byl nacisty na Pankráci popraven Ondřej Hubr. Ten ve svém domě ukrýval Pechalova spolupracovníka Cyrila Žižlavského, který po obklíčení gestapem ukončil svůj život a zastřelil se. Tuto událost připomíná pamětní deska na Hubrově domě.

## Sdružení a spolky
- Sbor dobrovolných hasičů Mouchnice od roku 1898 – do současnosti
- Čtenářský spolek od roku 1873
- místní odbor Národní jednoty (1910)
- Sokol (1920)
- T.J. Slavia Mouchnice

## Pamětihodnosti
- Hranolová boží muka ukončená kamenným křížem z roku 1867 na severním okraji obce v blízkosti starého mostu
- Kaple sv. Cyrila a Metoděje – Kaple stojí na místě původní kapličky z první poloviny 19. století. Nynější kaple byla vysvěcena 5. června 1994. Na střeše kaple se nachází cyrilometodějský kříž. Interiér tvoří dřevěný oltářní stůl a oltářní objekt – dva obrazy světců v kompozici s byzantským křížem. U kaple stojí kříž z roku 1864.
- Pomník obětem první a druhé světové války – Pomník byl slavnostně odhalen 14. května 1922. Hlavním motivem je matka s dítětem očekávající návrat svého muže. Památník vytvořili sochaři Josef Polášek a Urban z Přerova. Jména obětí první světové války jsou vyryta na zadní straně, do levého boku je zasazena pamětní deska se jmény obětí nacismu. V podstavci pomníku je ukryta láhev s pamětním listem.

## Osobnosti
- Vladislav Hanák (3. srpna 1912 Mouchnice – 1986), učitel, spisovatel, žil na Bruntálsku
- Iva Trhoňová (* 21. listopadu 1965 Nový Jičín) - autorka knih o pečení

## Doprava

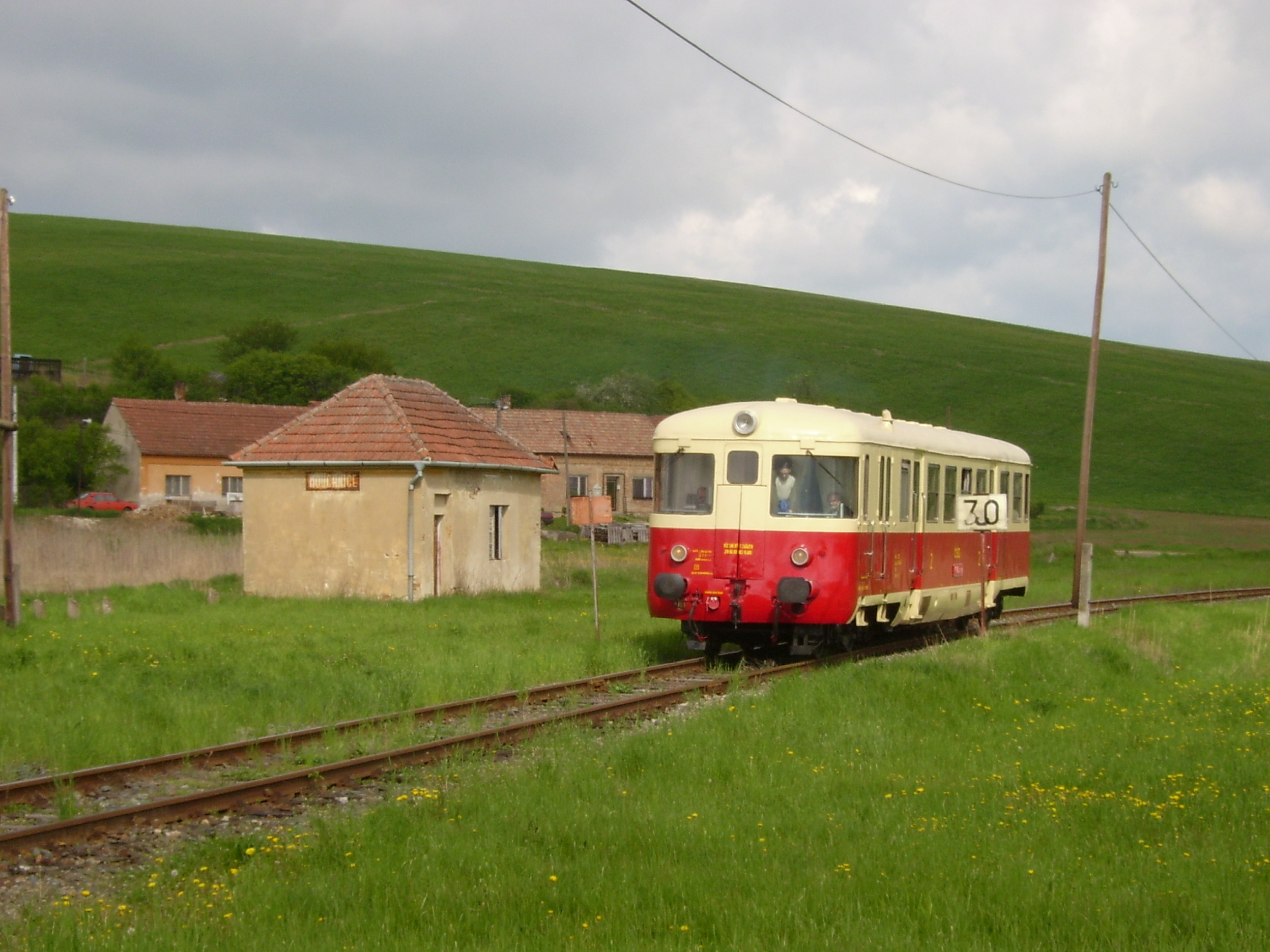
Bývalá železniční zastávka (2005)

Obcí vede železniční trať Nemotice - Koryčany. Se stavbou se začalo v březnu 1908. Byla vybudována zastávka a odstavná kolej. Do provozu byla trať uvedena 1. srpna 1908, zpočátku sloužila jen k nákladní dopravě. 31. března 1920 byla zahájena i osobní doprava, později i přeprava poštovních zásilek. Obec však nákladní dopravu příliš nevyužívala, proto došlo v roce 1923 k odstranění odstavné koleje. Osobní doprava byla zastavena 31. května 1980. Zastávka z roku 1949 ještě několik let stála na svém místě, ale na podzim roku 2014 byla zbořena.
V současnosti je trať využívána jen pro nákladní dopravu dřeva na koryčanskou pilu.

## Obyvatelstvo a náboženství
Podle sčítání lidu, domů a bytů z roku 2001 zde žilo 351 obyvatel, z toho 168 mužů a 183 žen. Národnostní složení obyvatel města je poměrně homogenní – 270 se hlásí k národnosti české, 66 k národnosti moravské, 2 k národnosti slovenské a 7 k národnosti ukrajinské. Z celkového počtu obyvatel se jich k víře hlásí 149 – k římskokatolické církvi 129 věřících, k pravoslavné církvi 7 věřících.
| Vývoj počtu obyvatel Mouchnic od roku 1791   | Vývoj počtu obyvatel Mouchnic od roku 1791 | Vývoj počtu obyvatel Mouchnic od roku 1791 | Vývoj počtu obyvatel Mouchnic od roku 1791 | Vývoj počtu obyvatel Mouchnic od roku 1791 | Vývoj počtu obyvatel Mouchnic od roku 1791 | Vývoj počtu obyvatel Mouchnic od roku 1791 | Vývoj počtu obyvatel Mouchnic od roku 1791 | Vývoj počtu obyvatel Mouchnic od roku 1791 | Vývoj počtu obyvatel Mouchnic od roku 1791 | Vývoj počtu obyvatel Mouchnic od roku 1791 | Vývoj počtu obyvatel Mouchnic od roku 1791 | Vývoj počtu obyvatel Mouchnic od roku 1791 | Vývoj počtu obyvatel Mouchnic od roku 1791 |      |
| Rok                                          | 1791                                       | 1834                                       | 1854                                       | 1869                                       | 1880                                       | 1890                                       | 1900                                       | 1910                                       | 1921                                       | 1931                                       | 1961                                       | 2001                                       | 2011                                       | 2021 |
| -------------------------------------------- | ------------------------------------------ | ------------------------------------------ | ------------------------------------------ | ------------------------------------------ | ------------------------------------------ | ------------------------------------------ | ------------------------------------------ | ------------------------------------------ | ------------------------------------------ | ------------------------------------------ | ------------------------------------------ | ------------------------------------------ | ------------------------------------------ | ---- |
| Populace                                     | 387                                        | 356                                        | 512                                        | 557                                        | 581                                        | 712                                        | 751                                        | 742                                        | 786                                        | 729                                        | 601                                        | 351                                        | 344                                        | 314  |
| Zdroj: Kniha – Vlastivěda moravská Vyškovsko |                                            |                                            |                                            |                                            |                                            |                                            |                                            |                                            |                                            |                                            |                                            |                                            |                                            |      |

## Fotogalerie

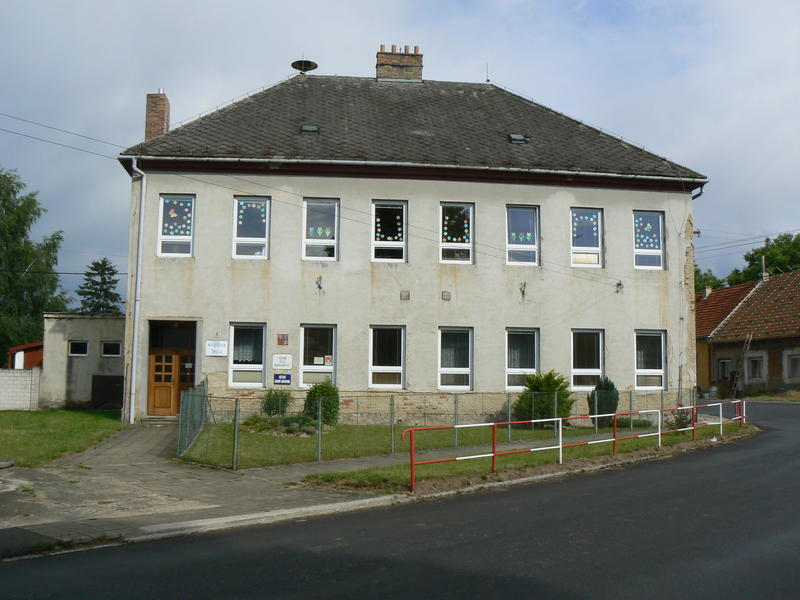
Bývalá budova školy (2007)
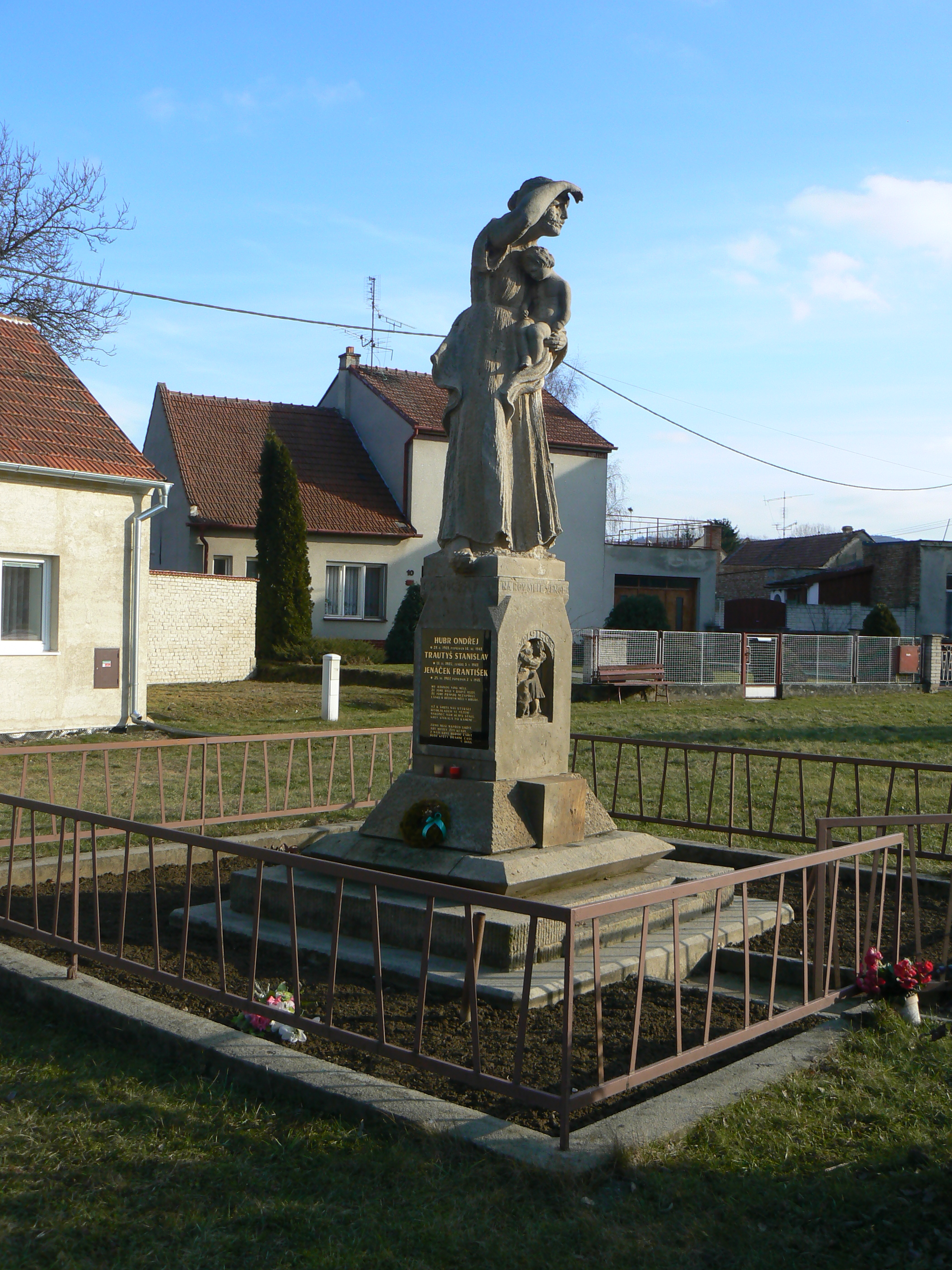
Pomník padlým v 1. světové válce (2008)
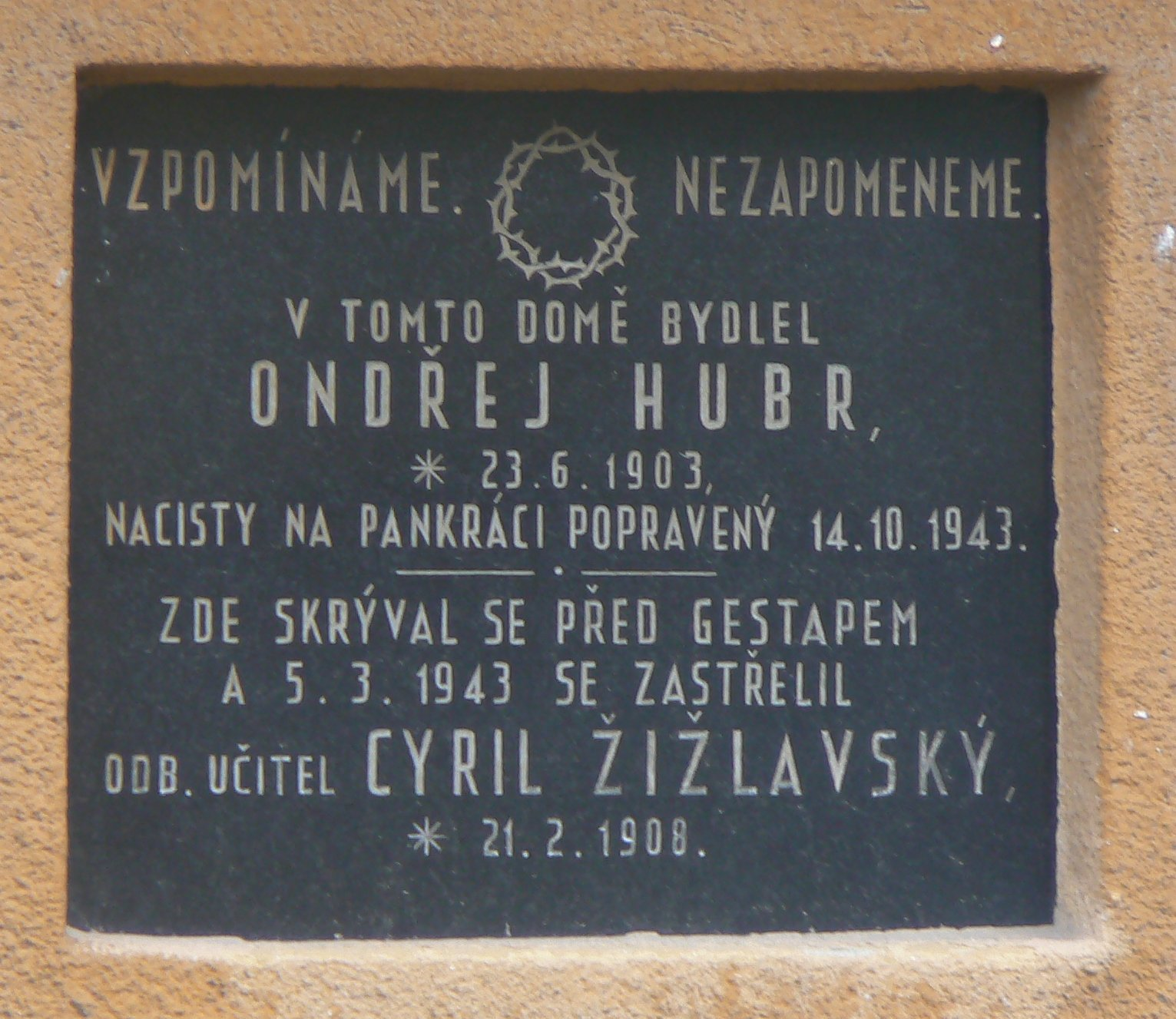
Pamětní deska Cyrilu Žižlavskému a Ondřeji Hubrovi (2007)
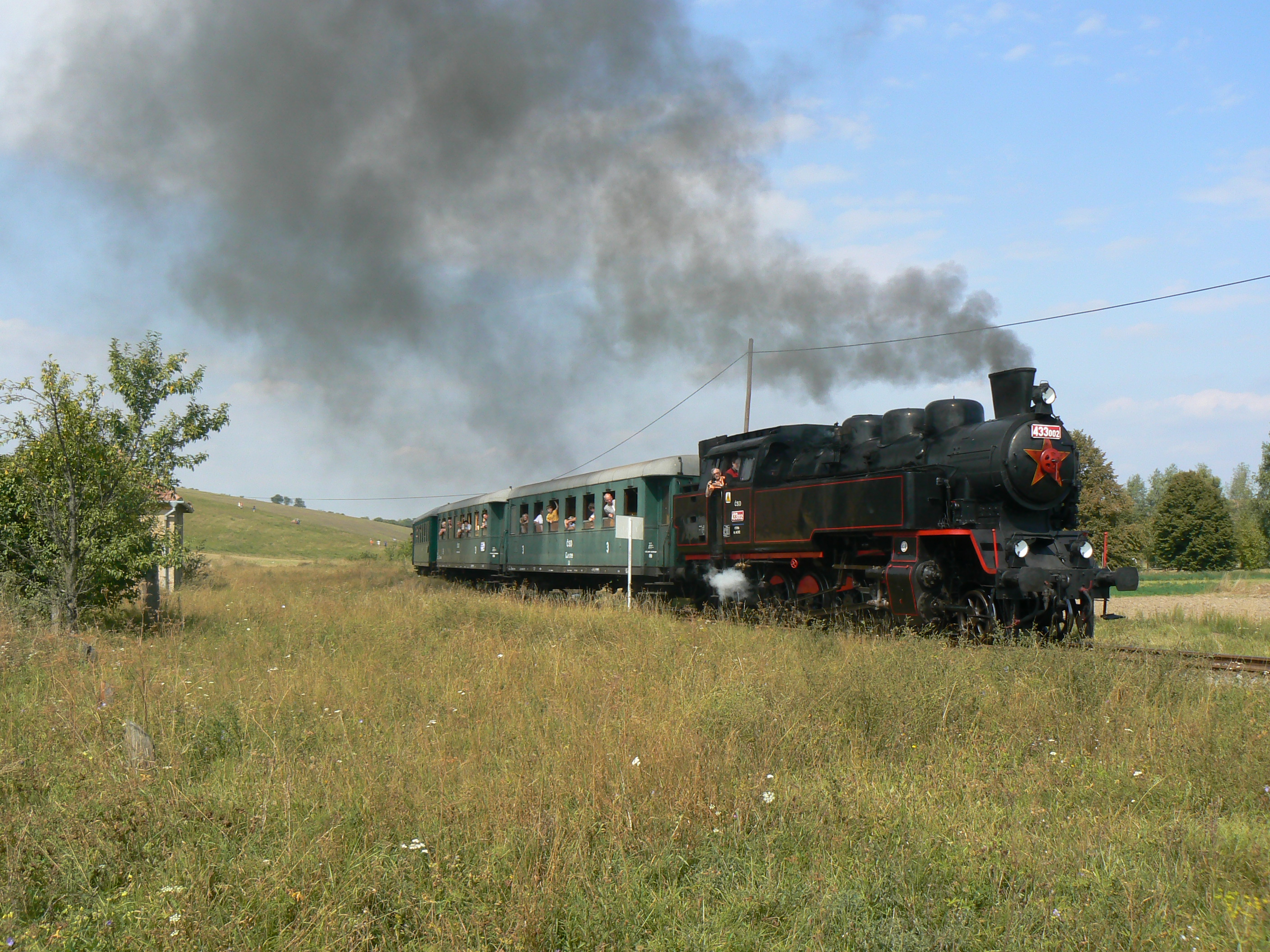
Parní vlak projíždí obcí k 100. výročí tratě (2008)